# 臺中水道
24°09′02″N 120°41′19″E / 24.150442°N 120.688713°E
臺中水道是台灣日治時期1914年興建的自來水供給設施，水源地位在當時臺中街東北側，給水區域約是臺中的範圍，其功能在1974年德基水庫完工後逐漸被取代，目前已停止供水。其貯水塔（上水塔）和第二集水井位在臺灣自來水公司第四區管理處內，為水源地公園之一部分，在2009年被登錄為臺中市歷史建築，貯水塔目前改做辦公室和倉庫使用。
目前台中市的自來水主要來自石岡壩、鯉魚潭水庫、德基水庫。

## 沿革

### 設立
在台中水道建設以前，大墩地區的日常用水主要來自綠川、柳川及私人鑿井。台中街在1900年制定了市區改正計畫，設定計畫人口為5萬人，並以此基礎規劃自來水設施。濱野彌四郎、巴爾頓在經過兩次水源調查後，決定取用地下水做為水源，其他方案是取頭汴坑溪、大甲溪的水源。然而，此自來水設施計畫並未繼續，臺中廳內部之後曾屢次提出但常因財政等因素而作罷。直到1913年10月2日才申請建設臺中水道，在1914年1月經總督府認可，並在2月12日試挖以確定水質和水量，在確認水源穩定後，便繼續進行鐵管布設、揚水裝置、貯水塔建造工程。主要設施在1916年5月完工，在5月17日開始配水，職員宿舍和其他剩下的工程則在9月底同年完工，並在1917年3月底完全竣工。此外，台中水道給水的申請踴躍，加上工程期間受第一次世界大戰影響導致鉛管價格暴漲，在1916年9月再追加了12,500圓的預算，總經費約25萬元。
台中水道的水源地選定在當時的市街東北端，挖掘集水井至沙礫層收集天然、豐富的地下過濾水，並用唧筒將水送至比市區地盤高27.27公尺的貯水塔，再讓其自然留下配給。由於水質良好，因此未設置自來水沉澱、過濾等設施。貯水塔鋼筋混凝土造建築，外部寬21.21公尺，高度為18.4公尺，上半部是貯水池，下半部是25根邊長一米角柱。由於台中是較晚發展的城市，居住較多比例的內地人，考量其用水量較本島人住戶多，所以台中水道的給水能力規劃為每人每日最大消費量的兩倍，為0.333立方公尺。臺中水道最初規劃時的給水區域內人口有14,700人，在有限的經費和緊迫時程之下，預訂給水人口只有15,000人。

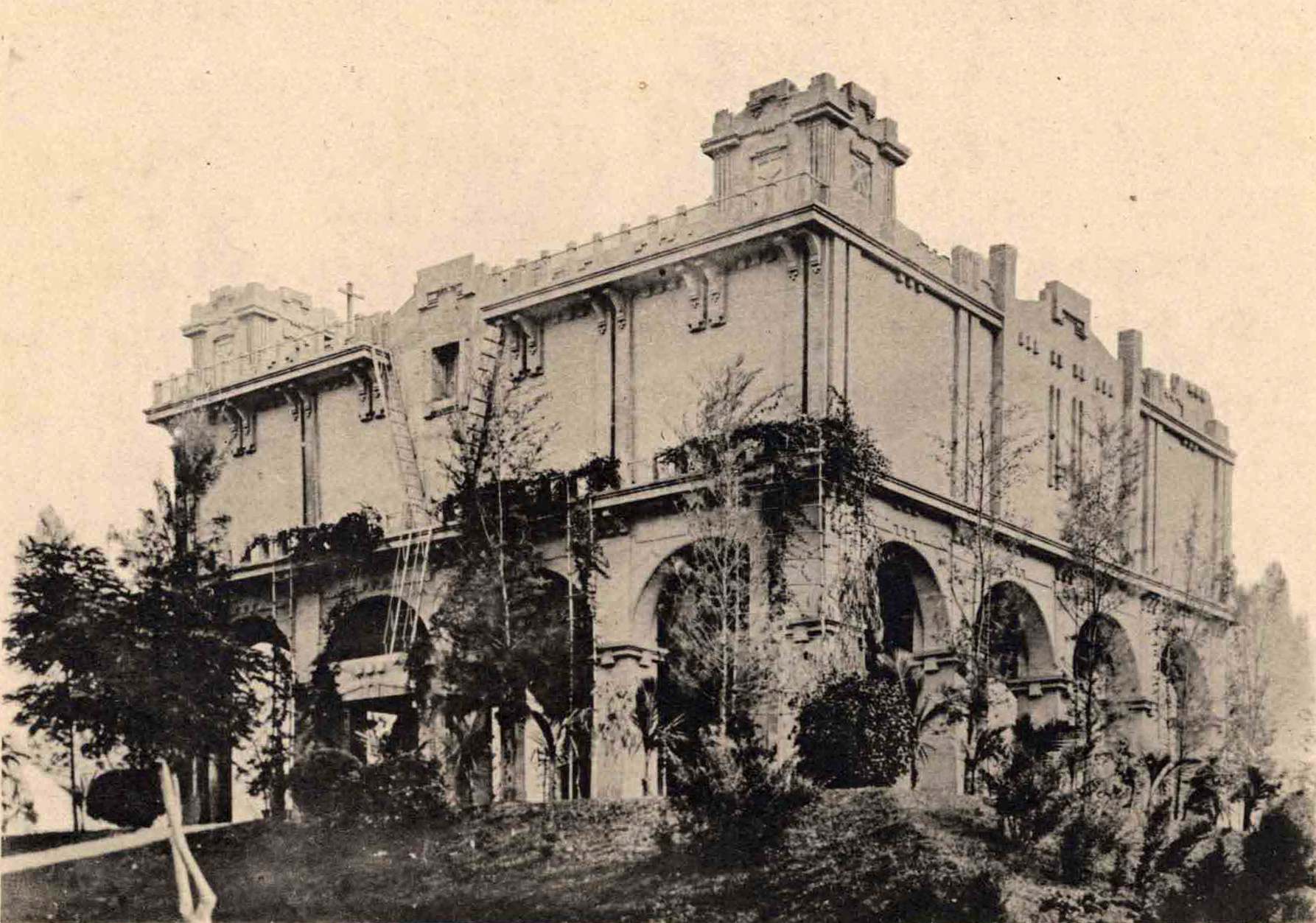
臺中水道貯水塔原貌

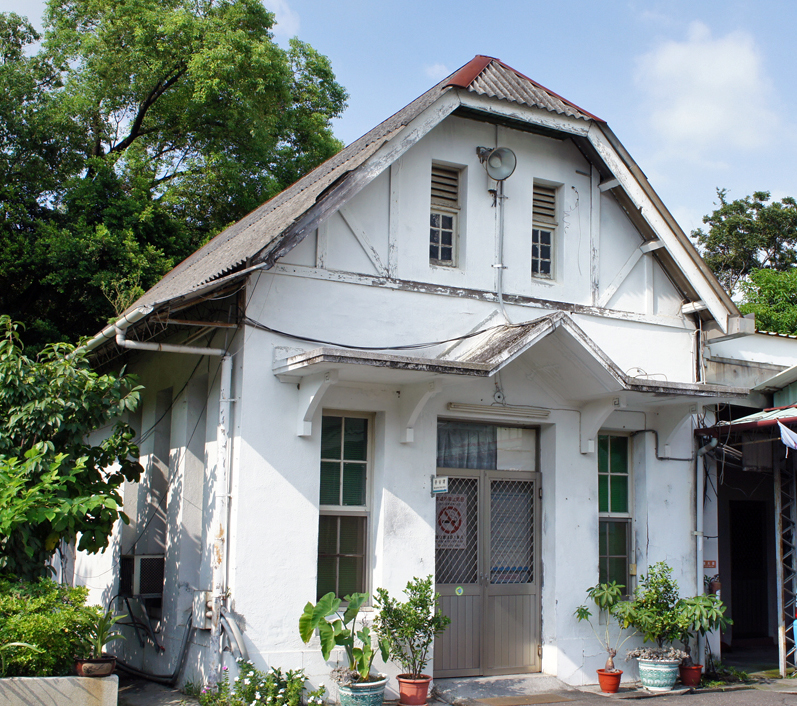
臺中水道第二集水井警衛室

### 後續擴建
台中水道初設時因經費考量，揚水唧筒僅為簡易型，當水源井內的水少時，會導致唧筒在井深處而難以進行修繕作業。1918年4月的揚水唧筒發生故障，曾差點造成停止給水。因此在1918年10月增設揚水設備。隨著台中市街發展，其在用水在短時間內已超過了台中水道的預計給水量；另外，為了一併改善地勢較高地區的給水困難問題，在1921年6月申請進行台中水道第一次擴建工程，並在7月18日動工，1922年3月底完工。此次擴建增加了揚水管及配水管的直徑、增加配水管長度和唧筒數量、增設唧筒室，並將原本備用電力的蒸氣發電改為較有效率的發電機，總工程費69,500圓。
1923年11進行第二次擴建，總工費約33萬圓，1927年9月竣工，10月1日舉行了盛大的通水式。此次擴建設置第二集水井、揚水設備及配水管，給水能力達到5萬人（當時範圍內有2.6萬人）。至1930年代，因臺中水道的給水能力趨向不足，於是開始規劃第三次擴建。臺中水道在1939年的給水區域內的人口數有71,207人，給水人口有31,070人。1940年再度擴建，總預算140萬圓。第三次擴建工程在西屯庄八張犁新建第二水源地，當時計畫開鑿兩口井及一座集水井，並在港尾子新建配水池。此工程在1940年動工，在1944年完工前述項目；然而，載運配水管及抽水電機設備船隻載運往台灣的途中被擊沉，導致工程停止，在二戰後才續建。

### 戰後發展
由於戰爭期間的市區疏散，戰後初期的給水供需尚能維持平衡，用水需求在之後則快速增加，且北屯、西屯、南屯在1947年劃歸臺中市，為了應急的供水需求，同年1月勘定在中山公園、西區模範村增鑿2口水源井，同年9月完工供水。國民政府在1949年遷台後，台中的用水更是吃緊，台中市自來水廠原計畫續建戰前未建成的八張犁水源地，但因經費過高而作罷，在1951年甚至借臺中糖廠的水井以補充民生用水。1952年7月設立北屯區供水站，1953年10月設立南屯區供水站，1955年6月新建消毒室，並在南臺中新鑿水井、集水井，以補充南區的用水，並新鑿平民住宅水井，同年底完成全市普裝水錶。1956年1月設立西屯供水站。八張犁的水源地則在1957年獲准美援會的貸款，在1962年啟用。之後為徹底解決臺中市的自來水供給問題，台中市政府規劃改用的德基水庫。作為臺中市的自來水水源。
臺中水道位在水源地公園內的第一集水井後來被劃入臺灣體大的校地，在2011年被拆除。

## 管理
臺中水道原由臺中廳管轄，並利用臺中公共埤圳聯合會事務所的一部分作為「臺中水道事務所」。1917年11月14日，水道事務所遷到臺中武德殿隔壁的臺中水道修理工廠內（後來屬大正町六丁目）。在1920年10月改由臺中州管轄，並在1921年度移交臺中市役所。1932年5月15日，臺中水道事務所遷到附近的大正町五丁目11番地。
二戰後，由台中市政府建設局管理，1947年6月1日成立「台中市營自來水廠」，1951年9月改為「台中市自來水廠」。1969年4月，臺中市自來水廠考量辦公廳舍老舊，因此將辦公室從光復路暫時遷到民生路36號，並將原土地出售以補充自來水設施擴建的財源。1972年，臺中市自來水廠決定在雙十路二段的新高水源地興建新廳舍，並將上水塔下方的空間改建為臨時辦公處。1974年，臺灣省轄區的自來水廠合併為台灣自來水公司，中市自來水廠原處成立自來水公司第四區管理處，管轄台中縣市及彰化縣、南投縣的自來水業務。